# Margret Schleidt

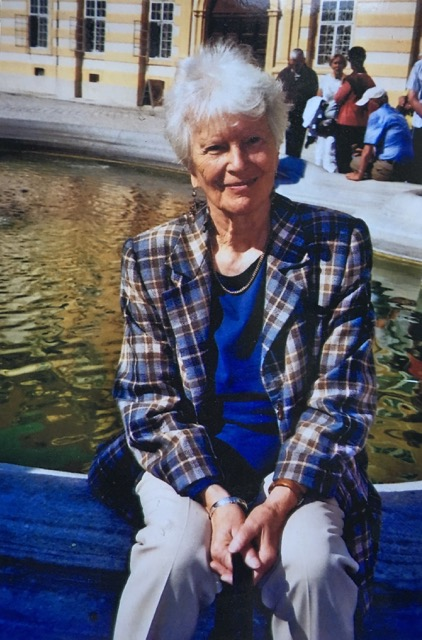
Margret Schleidt, vor 2017

Margret Else Schleidt, geborene Zimmer (* 20. Juli 1928 in Duisburg; † 13. März 2012 in Andechs), war eine deutsche Humanethologin. Sie forschte am Max-Planck-Institut für Verhaltensphysiologie in Seewiesen.

## Leben
Margret Schleidt studierte Biologie an den Universitäten in Bonn, Zürich und Freiburg. Sie arbeitete an ihrer Dissertation an der Forschungsstelle von Konrad Lorenz in Buldern. 1955 promovierte sie im Fach Tierethologie bei Otto Koehler, Freiburg i. Br. Anschließend arbeitete sie im Team von Konrad Lorenz am Max-Planck-Institut für Verhaltensphysiologie in Seewiesen. In dieser Zeit arbeitete sie mit Wolfgang Schleidt im Bereich der Ornithologie zusammen. Von 1963 bis 1974 leitete sie das Sekretariat des Lorenz-Teams.
Ab 1974 gehörte sie zur Humanethologischen Forschungsgruppe von Irenäus Eibl-Eibesfeldt in Seewiesen an. Ihr Forschungsschwerpunkt war die menschliche Kommunikation. Sie veröffentlichte über die Bedeutung des Geruchs, der Mutter-Kind-Beziehung und rhythmischer Bewegungs-Phänomene. Sie untersuchte die Drei-Sekunden-Konstante in unterschiedlichen wiederholten Verhaltensweisen, wie dem Rühren in einem Topf, Kratzen der Haut und bei nicht wiederholten Verhaltensweisen in unterschiedlichen Kulturen sowie bei Schimpansen und Pavianen. Sie betreute Diplom- und Doktorarbeiten.
1987 lehrte sie an der Universität München und von 1990 bis 2010 an der Universität Innsbruck (mit ihren Kollegen Gerhard Medicus und Wulf Schiefenhövel). Sie hatte mit ihrer Forschung und ihrer Vortragstätigkeit Einfluss auf Sach- und Fachbücher ihrer Kollegen und wurde von Konrad Lorenz, Irenäus Eibl-Eibesfeldt, Wulf Schiefenhövel und anderen zitiert.

## Schriften (Auswahl)
- M. Schleidt: Handeln und Wahrnehmen im Sekundenbereich. In: K. Kotrschal, G. Müller, H. Winkler (Hrsg.): Konrad Lorenz und seine verhaltensbiologischen Konzepte aus heutiger Sicht. Filander, Fürth 2002, S. 303–312.
- M. R. Lemke, N. Koethe, M. Schleidt: Segmentation of behavior and time structure of movements in depressed patients. In: Psychopathology. Band 33, Nr. 3, 2000, S. 131–136. doi:10.1159/000029134.
- M. Schleidt, J. Kien: Segmentation in behavior and what it can tell us about brain function. In: Human Nature-an Interdisciplinary Biosocial Perspective. Band 8, Nr. 1, 1997, S. 77–111. doi:10.1007/s12110-997-1005-7
- G. Medicus, M. Schleidt, I. Eibl-Eibesfeldt: Universelle Zeitkonstante bei Bewegungen taubblinder Kinder. In: Der Nervenarzt. Band 65, Nr. 9, 1994, S. 598–601.
- M. Schleidt, G. Medicus, W. Schiefenhövel: Humanethologie und Vorgeschichte. In: Praxis Geschichte. Band 6, 1994, S. 44–49.
- M. Schleidt, C. Genzel: The significance of mother's perfume for infants in the first weeks of their life. In: Ethology and Sociobiology. Band 11, Nr. 3, 1990, S. 145–154. doi:10.1016/0162-3095(90)90007-S
- K. Grammer, W. Schiefenhövel, M. Schleidt, B. Lorenz, I. Eibl-Eibesfeldt: Patterns on the face: The eyebrow flash in crosscultural comparison. In: Ethology. Band 77, Nr. 4, 1988, S. 279–299. doi:10.1111/j.1439-0310.1988.tb00211.x
- M. Schleidt, I. Eibl-Eibesfeldt, E. Pöppel: A universal constant in temporal segmentation of human short-term behavior. In: Die Naturwissenschaften. Band 74, Nr. 6, 1987, S. 289–290. doi:10.1007/BF00366417
- M. Schleidt, B. Hold, G. Attili: A cross-cultural-study on the attitude towards personal odors. In: Journal of Chemical Ecology. Band 7, Nr. 1, 1981, S. 19–31. doi:10.1007/BF00988632.
- M. Schleidt: Personal odor and nonverbal-communication. In: Ethology and Sociobiology. Band 1, Nr. 3, 1980, S. 225–231. doi:10.1016/0162-3095(80)90009-6.
- B. Hold, M. Schleidt: The importance of human odour in non-verbal communication. In: Zeitschrift für Tierpsychologie. Band 43, Nr. 3, 1977, S. 225–238. doi:10.1111/j.1439-0310.1977.tb00072.x
- W. M. Schleidt, M. Schleidt, M. Magg: Störung der Mutterkind-Beziehung bei Truthühnern durch Gehörverlust. In: Behaviour. Band 16, Nr. 3-4, 1960, S. 254–260. doi:10.1163/156853960X00179
- M. Schleidt: Untersuchungen über die Auslösung des Kollerns beim Truthahn (Meleagris gallopavo). In: Zeitschrift für Tierpsychologie. Band 11, Nr. 3, 1954, S. 417–435, doi:10.1111/j.1439-0310.1954.tb02166.x.

## Belege
1. ↑   siehe Daten der Dissertation in der DNB unter http://d-nb.info/480578176
2. ↑  Humanethologisches Filmarchiv der Senckenberg Gesellschaft für Naturforschung. In: http://www.humanetho.de/. Abgerufen am 17. Februar 2023.
3. ↑  Max Planck Institut für biologische Intelligenz, Emeriti and Guests, Prof. Dr. Wulf Schievenhoevel. Max-Planck-Institut für biologische Intelligenz, abgerufen am 17. Februar 2023.

| Personendaten    | Personendaten                                                                   |
| ---------------- | ------------------------------------------------------------------------------- |
| NAME             | Schleidt, Margret                                                               |
| ALTERNATIVNAMEN  | Schleidt, Margret Else (vollständiger Name); Zimmer, Margret Else (Geburtsname) |
| KURZBESCHREIBUNG | deutsche Humanethologin                                                         |
| GEBURTSDATUM     | 20. Juli 1928                                                                   |
| GEBURTSORT       | Duisburg                                                                        |
| STERBEDATUM      | 13. März 2012                                                                   |
| STERBEORT        | Andechs                                                                         |